# Lawrence Stone
Lawrence Stone (Epsom, Surrey, 4 december 1919 - 16 juni 1999) was een Britse historicus met een specialisatie in de Britse nieuwe tijd. Hij is vooral bekend door zijn werken rond de Engelse Burgeroorlog en het huwelijk.
Hij kreeg zijn opleiding op de "Charterhouse School" (1933-38), aan de Sorbonne (1938) en in Oxford (1938-1940 en 1945-1946). Tijdens de Tweede Wereldoorlog diende hij in de Royal Navy Volunteer Reserve. Stone werkte aan de Universiteit van Oxford tussen 1947 en 1963 en aan die van Princeton van 1963 tot 1990.
Zijn bekendste boeken zijn The crisis of the aristocracy, 1558-1641 en The family, sex and marriage in England, 1500-1800. In het eerste maakte Stone een gedetailleerde kwantitatieve studie van omvangrijke data betreffende de economische activiteiten van de Engelse aristocratie. Daaruit concludeerde hij dat de adel een grote economische crisis doormaakte in de 16de en 17de eeuw. In het tweede boek gebruikte hij dezelfde kwantitatieve methodes om het familieleven te bestuderen. Zijn besluit dat er voor de 18de eeuw weinig liefde was in de Engelse huwelijken, leverde hem veel kritiek op, vooral van mediëvisten. Deze verweten Stone de middeleeuwen te negeren en vonden wel degelijk overvloedig bewijs van liefdevolle huwelijken voor 1700. Tegen de jaren 80 heeft Stone zijn stelling opgegeven.
Stone was er een groot voorstander van de methodes van de sociale wetenschappen ook toe te passen op de geschiedenis. Hij argumenteerde dat kwantitatieve methodes kunnen leiden tot bruikbare veralgemeningen over verschillende periodes. Hij probeerde deze veralgemeningen echter nooit tot wetten te maken zoals onder meer Karl Marx. Volgens Stone kon men die veralgemeningen maximaal uitspreiden over een eeuw. In de lijn van de Annales school, was hij erg geïnteresseerd in het bestuderen van de mentaliteit van de mensen in de Nieuwe Tijd. Hoewel Stone Braudels geografische theorie verwierp als te simplistisch, combineerde hij ook graag geschiedenis met antropologie.

## Werken
- The Crisis of the Aristocracy, 1558-1641 (1965)
- The Causes of the English Revolution, 1529-1642 (1972)
- Family and Fortune: Studies in Aristocratic Finance in the Sixteenth and Seventeenth Centuries (1973)
- The Family, Sex and Marriage in England, 1500-1800 (1977)
- The Past and the Present (1981)
- An Open Elite? England 1540-1880 (1984) met Jeanne C. Fawtier Stone,
- Road to Divorce: England, 1530-1987 (1990)
- Uncertain Unions: Marriage in England, 1660-1753 (1992)
- Broken Lives: Separation and Divocrce in England, 1660-1857 (1993)
- An Imperial State at War: Britain from 1689 to 1815 (1994) (redacteur)